# Serie A1 1997 (baseball)
La Serie A1 1997 del Campionato italiano di baseball ha visto la partecipazione di dieci squadre e si è articolata su una stagione regolare di 54 partite (3 incontri settimanali, con un'andata e un ritorno), e una fase play-off a cui hanno avuto accesso le prime 4 classificate dopo la stagione regolare, con semifinali e finale al meglio delle sette partite.
Lo scudetto è andato alla CUS Cariparma Parma, che si è aggiudicata la finale con la C.Danesi Nettuno in sette partite (4-3).
A fine stagione si ritira dalla Serie A1 la Fiorentina e il Verona è retrocesso in Serie A2. Sono state promosse in Serie A1 la Fortitudo Bologna e il Milano Baseball 1946.

## Classifiche finali

### Stagione regolare
| Classifica                        | PCT  |
| --------------------------------- | ---- |
| Caffè Danesi Nettuno              | .852 |
| CUS Cariparma Parma               | .704 |
| G.B. Ricambi Modena               | .642 |
| Caserta                           | .593 |
| Juventus B.C.                     | .537 |
| I.V.A.S. Rimini                   | .519 |
| Grosseto                          | .481 |
| Fiorentina                        | .407 |
| Air Dolomiti Ronchi dei Legionari | .264 |
| Verona                            | .000 |

### Semifinali
| Classifica           | PG | PV | PP |
| -------------------- | -- | -- | -- |
| Caserta              | 6  | 2  | 4  |
| Caffè Danesi Nettuno | 6  | 4  | 2  |

| Classifica          | PG | PV | PP |
| ------------------- | -- | -- | -- |
| G.B. Ricambi Modena | 4  | 4  | 0  |
| CUS Cariparma Parma | 4  | 0  | 4  |

### Finali scudetto
| Classifica           | PG | PV | PP |
| -------------------- | -- | -- | -- |
| CUS Cariparma Parma  | 7  | 4  | 3  |
| Caffè Danesi Nettuno | 7  | 3  | 4  |

## Risultati dei play-off
|  | Semifinali | Semifinali           | Semifinali | Semifinali | Semifinali | Semifinali | Semifinali | Semifinali | Semifinali |  |                     | Finale              | Finale           | Finale | Finale | Finale | Finale | Finale | Finale | Finale |
|  |            |                      |            |            |            |            |            |            |            |  |                     |                     |                  |        |        |        |        |        |        |        |
|  | 4          | Caserta              | 7          | 9          | 3          | 5          | 11         | 0          | -          |  |                     |                     |                  |        |        |        |        |        |        |        |
|  | 4          | Caserta              | 7          | 9          | 3          | 5          | 11         | 0          | -          |  |                     |                     |                  |        |        |        |        |        |        |        |
|  | 1          | Caffè Danesi Nettuno | 6          | 19         | 13         | 2          | 14         | 2          | -          |  |                     |                     |                  |        |        |        |        |        |        |        |
|  | 1          | Caffè Danesi Nettuno | 6          | 19         | 13         | 2          | 14         | 2          | -          |  | CUS Cariparma Parma | CUS Cariparma Parma | 3                | 23     | 4      | 3      | 11     | 7      | 13     |        |
|  |            |                      |            |            |            |            |            |            |            |  | CUS Cariparma Parma | CUS Cariparma Parma | 3                | 23     | 4      | 3      | 11     | 7      | 13     |        |
|  |            |                      |            |            |            |            |            |            |            |  |                     | C.Danesi Nettuno    | C.Danesi Nettuno | 4      | 21     | 10     | 2      | 4      | 12     | 3      |
|  | 3          | G.B. Ricambi Modena  | 7          | 0          | 4          | 0          | -          | -          | -          |  |                     | C.Danesi Nettuno    | C.Danesi Nettuno | 4      | 21     | 10     | 2      | 4      | 12     | 3      |
|  | 3          | G.B. Ricambi Modena  | 7          | 0          | 4          | 0          | -          | -          | -          |  |                     |                     |                  |        |        |        |        |        |        |        |
|  | 2          | CUS Cariparma Parma  | 9          | 9          | 5          | 7          | -          | -          | -          |  |                     |                     |                  |        |        |        |        |        |        |        |
|  | 2          | CUS Cariparma Parma  | 9          | 9          | 5          | 7          | -          | -          | -          |  |                     |                     |                  |        |        |        |        |        |        |        |